# 金錢崛起
《金錢崛起》（英語：The Ascent of Money: A Financial History of the World）為哈佛經濟學者尼爾·弗格森於2008年出版的書籍，是他的第十本出版著作。後來也改編成六集的電視紀錄片（又譯《金錢本色》）。這系列資料介紹貨幣的歷史以及信貸機制與金融體系的脈絡。

## 紀錄片
此作品曾於2009年獲得國際艾美獎的最佳電視紀錄片獎。
- 第一集【貪婪之夢】：從古巴比倫時代的借貸關係，說明首次信用機制的出現。
- 第二集【人類枷鎖】：金融市場的蓬勃發展，以債券市場開始，介紹義大利文藝復興時期约翰·霍克伍德以及罗特席尔德家族的出現。
- 第三集【看穿泡沫】：介紹股票發明與股市崛起的影響。討論史上第一次股市泡沫的密西西比泡沫到近日的安隆事件。
- 第四集【面對風險】：介紹現代的保險機制是如何演進的。卡崔娜颶風
- 第五集【房屋貸款】：抵押借款制度的介紹。
- 第六集【中美共同體】：介紹經濟體合縱聯合的關係。

## 附註
1. ↑  . 2009年 11月 25日, 星期三 - 格林尼治标准时间10:40  [2012年2月5日]. （原始内容存档于2019年7月1日） （中文（简体））. 另外英国电视节目《垃圾箱里的婴儿》、《蒙娜丽莎的诅咒》（The Mona Lisa Curse）和《金钱崛起》（The Ascent of Money）分别荣获最佳儿童和青少年节目奖、最佳艺术类节目奖以及最佳电视纪录片奖。